# Hyphaene petersiana
Hyphaene petersiana är en enhjärtbladig växtart som beskrevs av Johann Friedrich Klotzsch och Carl Friedrich Philipp von Martius. Hyphaene petersiana ingår i släktet Hyphaene och familjen Arecaceae. Inga underarter finns listade i Catalogue of Life.

## Bildgalleri

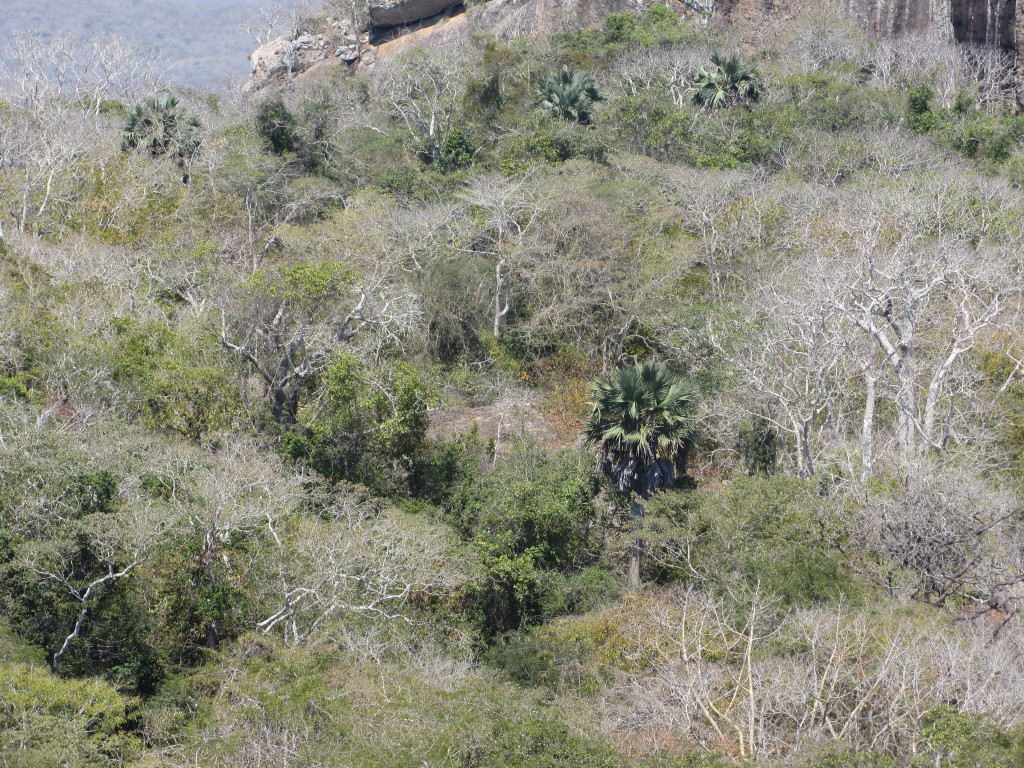
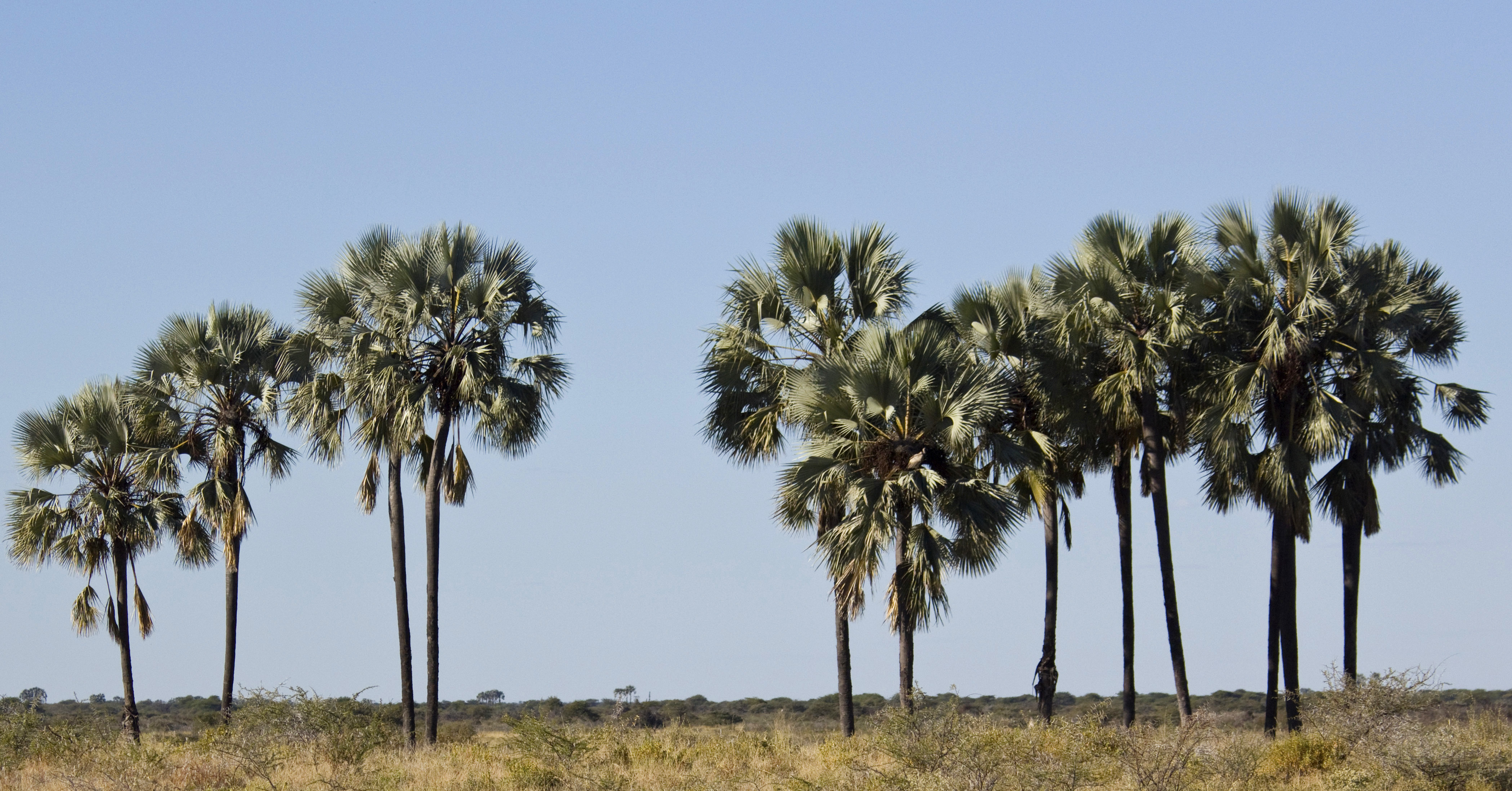
Hyphaene petersiana
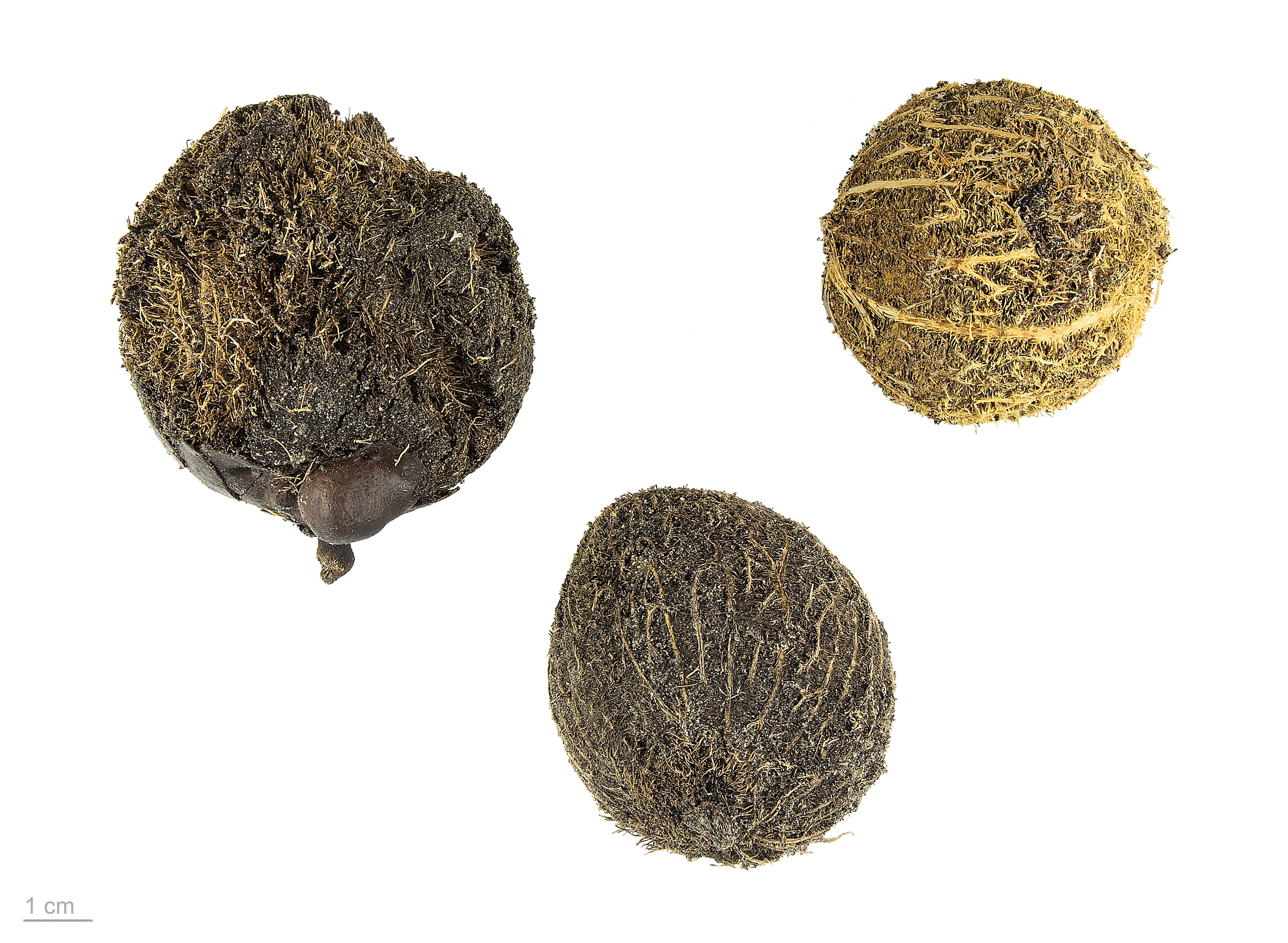
Hyphaene petersiana - Museum specimen